# Tevetiasläktet

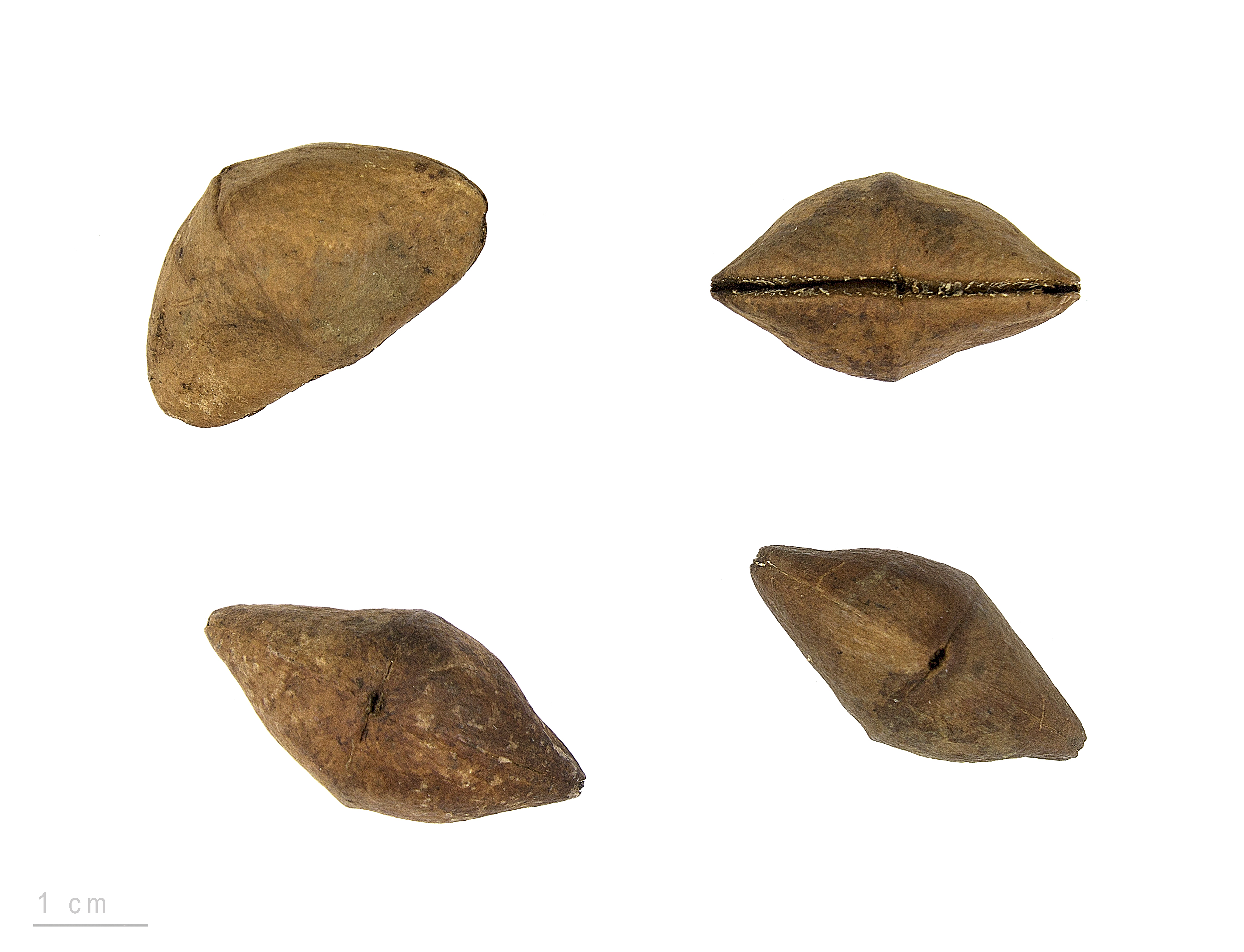
Thevetia peruviana

Tevetiasläktet (Thevetia) är ett släkte i familjen oleanderväxter som består av 10–15 arter från tropiska Amerika. De odlas sällsynt som krukväxter, men några arter är vanliga parkväxter i tropiska och substropiska områden. Ibland förs vissa arter till släktet Cascabela men nyare forskning tycks inte stödja detta och de flesta floror erkänner inte släktet.

Släktet innehåller buskar eller träd med vit växtsaft. Bladen är strödda, tätt sittande på smala grenar. Blomställningarna är toppställda. Blommorna är trattlika, gula. Frukten är köttig eller träaktig.

## Odling
Trivs bra i vanlig blomjord. Placeras mycket ljust, men kan behöva skydd för den starkaste solen. Särskilt på vintern är det viktigt med ljus. Riklig vattning och näring varje vecka under tillväxtsäsongen. Övervintras svalt och något torrare. Klarar tillfälligt -2°C. Bör beskäras regelbundet för att inte bli helt kal nertill.